# Thames Town
Thị trấn Thames (tiếng Trung: 泰晤士小镇; bính âm: tài wù shì xiǎo zhèn, Thái Ngộ Sĩ tiểu trấn) là một khu đô thị mới nằm ở quận Tùng Giang, một quận ngoại thành của Thượng Hải, Trung Quốc. Đô thị này không có lịch sử lâu đời, mà chỉ mới được xây dựng theo sáng kiến "Một thành phố, chín thị trấn" của thành phố Thượng Hải. Khu đô thị có các tòa nhà có phong cách kiến trúc Anh.

## Mô tả
Thames Town có cự ly khoảng 30 km từ trung tâm Thượng Hải, và nằm bên sông Trường Giang. Khu đô thị được đặt tên theo sông Thames ở Anh. Kiến trúc cả hai và chịu ảnh hưởng của phong cách thị trấn cổ điển Anh. Khu đô thị có các con đường rải sỏi, các cửa hàng và góc phố, các khối nhà theo phong cách Victoria. Một số công trình kiến trúc đã được trực tiếp thiết kế giống các tòa nhà ở Anh, bao gồm nhà thờ (giống một nhà thờ ở Clifton, Bristol) và một quán rượu và cá, cửa hàng chips (giống các cửa hàng ở Lyme Regis, Dorset).
Thành phố Tùng Giang là một trong chín đô thị mới đang được xây dựng vùng ngoài của Thượng Hải như một phần của sáng kiến "Một thành phố - chín thị trấn" được phê duyệt bởi Ủy ban Kế hoạch Thượng Hải vào năm 2001. Chín đô thị mới được xây dựng theo các phong cách theo chủ đề: Thụy Điển, Anh, Ý, Tây Ban Nha, Hoa Kỳ, Hà Lan, Đức, Trung Quốc truyền thống và một thị trấn sinh thái được gọi là Lâm Cảng.
Khu đô thị này, khi được hoàn thành, được thiết kế để nhà phục vụ cho khoảng 10.000 người và tốn chi phí là 5 tỷ nhân dân tệ để xây dựng. Dù bị bỏ trống nhưng khu đô thị vẫn được sử dụng như một nơi để chụp ảnh đám cưới, với nhà thờ và khu vực quảng trường là bối cảnh chính.